# Parti socialiste du Chili
Pour les autres articles nationaux ou selon les autres juridictions, voir Parti socialiste.

Drapeau du Parti socialiste du Chili.

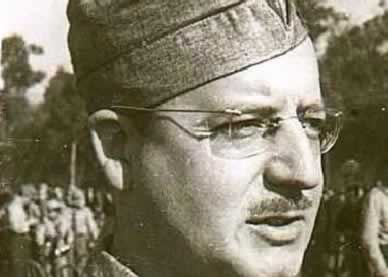
Salvador Allende en uniforme des milices socialistes, vers 1937.

Le Parti socialiste du Chili (en espagnol : Partido Socialista de Chile, abrégé en PSC) est un parti politique chilien membre de l'Internationale socialiste et de la COPPPAL.
Il fait partie de la Concertation des partis pour la démocratie. Les élections parlementaires de 2005 lui ont octroyé quinze députés et huit sénateurs. Le président actuel du parti est Camilo Escalona.
Salvador Allende en fut un des membres fondateurs.
À la suite du coup d'État du 11 septembre 1973, le Parti fut déclaré illégal par la junte militaire, alors que toute activité politique était suspendue dans le pays. Les militants socialistes furent arrêtés, torturés et parfois assassinés par la dictature militaire. À la fin des années 1970 et au début des années 1980, divisé entre radicaux et modérés, il se fractionna en plusieurs factions dont l'une devint ultérieurement le Parti pour la démocratie. Celui-ci et le PS chilien se réunirent au sein de la Concertation des partis pour la démocratie, une coalition de plusieurs partis politiques qui a gouverné le Chili du 11 mars 1990 jusqu'en 2010.

## Histoire

### Fondation
Le mouvement socialiste au Chili remonte aux années 1840-1850 lorsque Francisco Bilbao et Santiago Arcos lancent le débat sur l'inégalité économique au Chili. Ce débat et ces idées sont très écoutés dans le milieu ouvrier au début du XXe siècle. Les idées de socialisme, de partage, sont défendues grâce au leader Luis Emilio Recabarren. Par ailleurs, l'impact de la révolution russe donne un nouvel élan de mouvement révolutionnaire, qui dans les années 1920 s'identifie avec le communisme mondial, qui provoque la naissance du Parti communiste du Chili.
La crise économique des années 1930 entraîne l'électorat ouvrier du pays à sympathiser avec le socialisme, s'exprimant par l'instauration de la brève république socialiste en 1932. Le Parti socialiste du Chili est fondé le 19 avril 1933, à la suite de l'union de divers partis de gauche.

### Divisions et union
Le parti obtient rapidement le soutien des classes ouvrières. En 1938, il participe au Frente popular, qui amène à la présidence Pedro Aguirre Cerda. Sa participation dans les gouvernements radicaux fut partielle. Cette situation amène à la division du parti en trois branches principales:
- Le Parti socialiste authentique
- le Parti socialiste du Chili
- Le Parti socialiste populaire

En 1957, a lieu le congreso de unidad pour tenter d'unir ces trois branches au sein d'un seul parti socialiste. En 1958, le socialiste Salvador Allende perd de peu, au second tour, l’élection présidentielle face à Jorge Alessandri Rodríguez. Grâce à cette élection, le Parti socialiste a trouvé un nouveau leader, Salvador Allende.
En 1967 au congrès de Chillán, le Parti socialiste se déclare officiellement marxiste-léniniste, en faveur de transformations révolutionnaires, anticapitalistes et anti-impérialistes. Lors d'un discours, Carlos Altamirano y déclare notamment que « la question de base du pouvoir ne peut se résoudre dans une tribune parlementaire,[qu']elle a toujours été et est le fruit de la lutte insurrectionnelle des peuples contre leurs oppresseurs ».
Après l'élection en novembre 1970 à la présidence de la république de Salvador Allende, candidat d'une coalition, l'Unité populaire, dominée par le PS, Altamirano est élu en 1971 secrétaire général du parti socialiste, plaçant ainsi le PS à gauche du Parti communiste, ce dernier étant favorable au mode électoral et à la voie pacifique. Sous la direction de Altamirano, le PS chilien déstabilise son propre président, Salvador Allende, qui en vient à asseoir son pouvoir davantage sur le Parti communiste, plus stable. Quand Allende s’oppose à toute dérive par rapport à l’ordre institutionnel et constitutionnel, Altamirano se rapproche du Mouvement de la gauche révolutionnaire (MIR) pour tenter de favoriser une rébellion dans la marine contre les officiers militaires suspectés de préparer un coup d'État.
À la suite du coup d'État du 11 septembre 1973, la répression des forces armées s’abat sur les militants socialistes et communistes dont les deux partis sont devenus illégaux et décimés par la torture ou l’exil. Les socialistes s'opposent à la dictature militaire et dénoncent ses crimes.
Altamirano parvient à s'enfuir et se réfugie d'abord à Cuba avant de gagner l'Europe de l'Est. Contraint à l'exil en république démocratique allemande, il reconsidère ses positions et enclenche un processus d’autocritique avec Ricardo Núñez et Jorge Arrate débouchant sur un processus de rénovation théorique et idéologique profonde, en faveur d'une doctrine social-démocrate modérée, favorable à l'économie de marché et à la démocratie libérale. Cette évolution se fait au grand dam de la RDA, leur terre d’accueil, qui cherche à rapprocher politiquement le PS des positions anti-Pinochet radicales du Parti communiste chilien. Altamirano quitte alors la RDA pour la France et se prononce pour une alliance avec le Parti démocrate-chrétien du Chili (PDC). Lors du Congrès du PS, Altamirano est expulsé du Parti socialiste, lequel se scinde en deux : le PS-Almeyda (nostalgique des positions d'Allende) et le PS-Briones qui devient le PS-Nuñez (favorable aux positions de Altamirano).
En 1987, la faction du PS-Nuñez, les socialistas renovados, fonde le parti pour la démocratie (PPD), et s'unit avec le PDC pour participer au référendum chilien de 1988 qui aboutit à la fin de la dictature et au retour à la démocratie en 1990.
Les socialistes participent aux quatre gouvernements présidentiels au sein de la Concertation des partis pour la démocratie (Concertacion de Partidos por la Democracia).
En mars 2000, Ricardo Lagos (PPD) est élu à la présidence de la république. Il est le premier président issu de la mouvance socialiste depuis le coup d'État de 1973.

### Période contemporaine
Michelle Bachelet est ministre de la santé de 2000 à 2002 sous la présidence de Ricardo Lagos. 
En 2002, elle devient ministre de la défense. En septembre 2004, elle est choisie par la Concertacion comme candidate à l’élection présidentielle du 11 décembre 2005. Elle exerce les fonctions de Présidente de la République chilienne depuis le 11 mars 2006 pour un mandat de 4 ans (à la suite de la révision de la Constitution chilienne de septembre 2005). Elle est ainsi la première femme présidente du Chili et la troisième d'Amérique latine (après le Nicaragua et le Panama). Michelle Bachelet a été élue au second tour avec 53,5 %, ayant remporté 46 % des votes lors du premier tour.
Ne pouvant effectuer deux mandats consécutifs, Michelle Bachelet ne se représente pas lors du scrutin de 2010. Le candidat conservateur Rénovation nationale Sebastián Piñera est élu président. Elle est la candidate de la Nouvelle majorité (coalition regroupant communistes, démocrates-chrétiens et divers courants socialistes) pour l'élection présidentielle de 2013. Elle obtient 46,67 % à l'issue du premier tour et se qualifie pour le second, où elle affronte le 15 décembre la candidate conservatrice UDI Evelyn Matthei (qui a obtenu 25,01 %). Au second tour, Michelle Bachelet est élue par 62,71 % des voix, contre 37,28 à Evelyn Matthei.